# Trichospilus
Trichospilus is een geslacht van vliesvleugeligen uit de familie Eulophidae. De wetenschappelijke naam van dit geslacht is voor het eerst geldig gepubliceerd in 1930 door Ferrière.

## Soorten
Het geslacht Trichospilus omvat de volgende soorten:
- Trichospilus boops Boucek, 1976
- Trichospilus diatraeae Cherian & Margabandhu, 1942
- Trichospilus ferrierei Boucek, 1976
- Trichospilus hayati Narendran, 2011
- Trichospilus lutelineatus (Liao, 1987)
- Trichospilus politus Ubaidillah, 2006
- Trichospilus pupivorus Ferrière, 1930
- Trichospilus striatus Ubaidillah, 2006
- Trichospilus vorax Boucek, 1976